# Neoherminia nigridiscatalis
Neoherminia nigridiscatalis là một loài bướm đêm trong họ Noctuidae.